# 莫内斯捷德克莱蒙
莫内斯捷德克莱蒙（法語：Monestier-de-Clermont，法語發音：[mɔnɛstje də klɛʁmɔ̃]）是法国伊泽尔省的一个市镇，位于该省南部，属于格勒诺布尔区。

## 地理
莫内斯捷德克莱蒙（44°55'1"N, 5°38'7"E）面积5.45 平方千米，位于法国奥弗涅-罗讷-阿尔卑斯大区伊泽尔省，该省份为法国东南部内陆省份，北起顺时针与安省、萨瓦省、上阿尔卑斯省、德龙省、阿尔代什省、卢瓦尔省和罗讷省。
与莫内斯捷德克莱蒙接壤的市镇（或旧市镇、城区）包括：圣保罗莱莫内斯捷、锡纳尔、特雷福尔、鲁瓦萨尔。

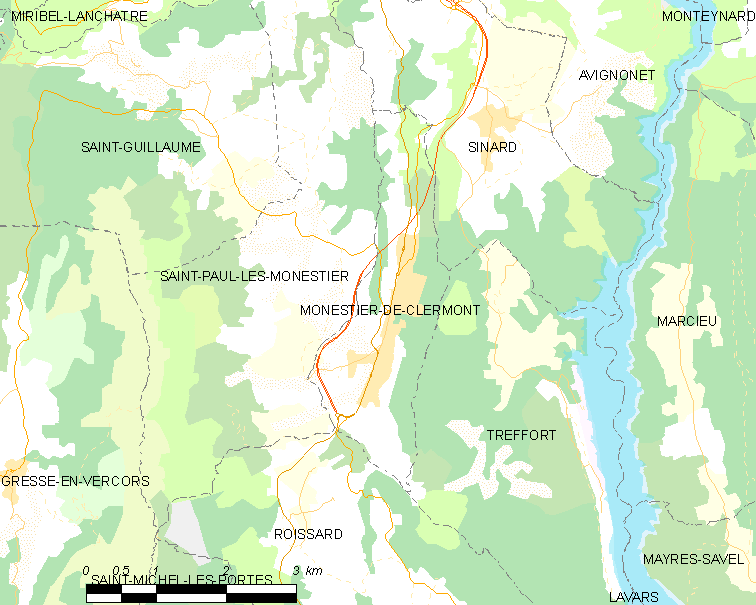
莫内斯捷德克莱蒙的OSM定位图

莫内斯捷德克莱蒙的时区为UTC+01:00、UTC+02:00（夏令时）。

## 行政
莫内斯捷德克莱蒙的邮政编码为38650，INSEE市镇编码为38242。

## 政治
莫内斯捷德克莱蒙所属的省级选区为马泰西讷-特列沃县。

## 人口

1962-2008年间莫内斯捷德克莱蒙人口变化图示

莫内斯捷德克莱蒙于2022年1月1日时的人口数量为1463人。